# Launch Control Center
Pour les articles homonymes, voir LCC.

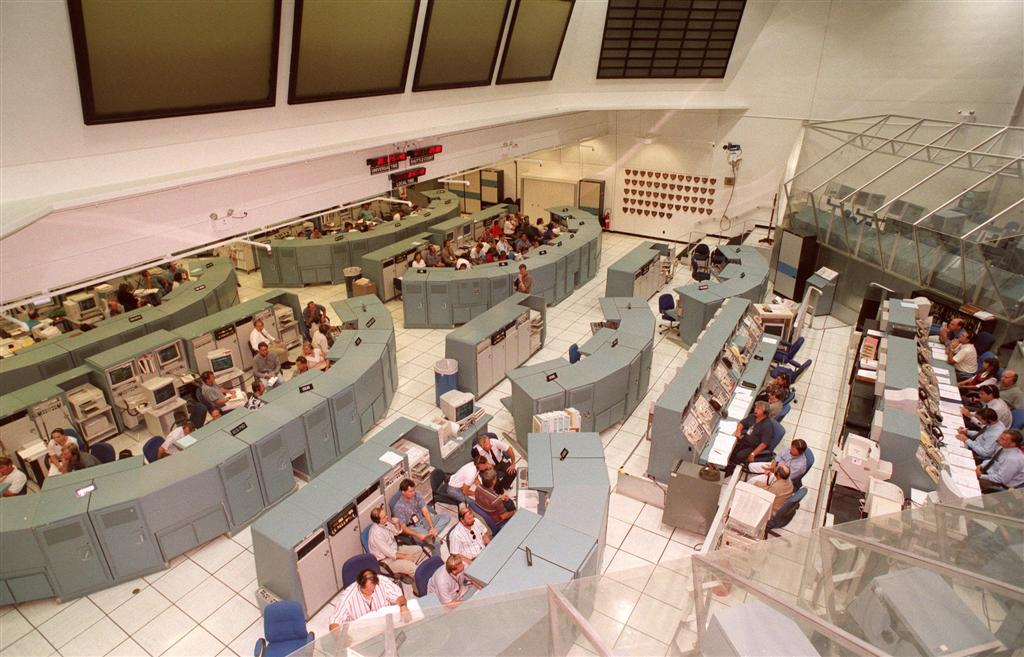
Chambre de tir n°1 en 1998

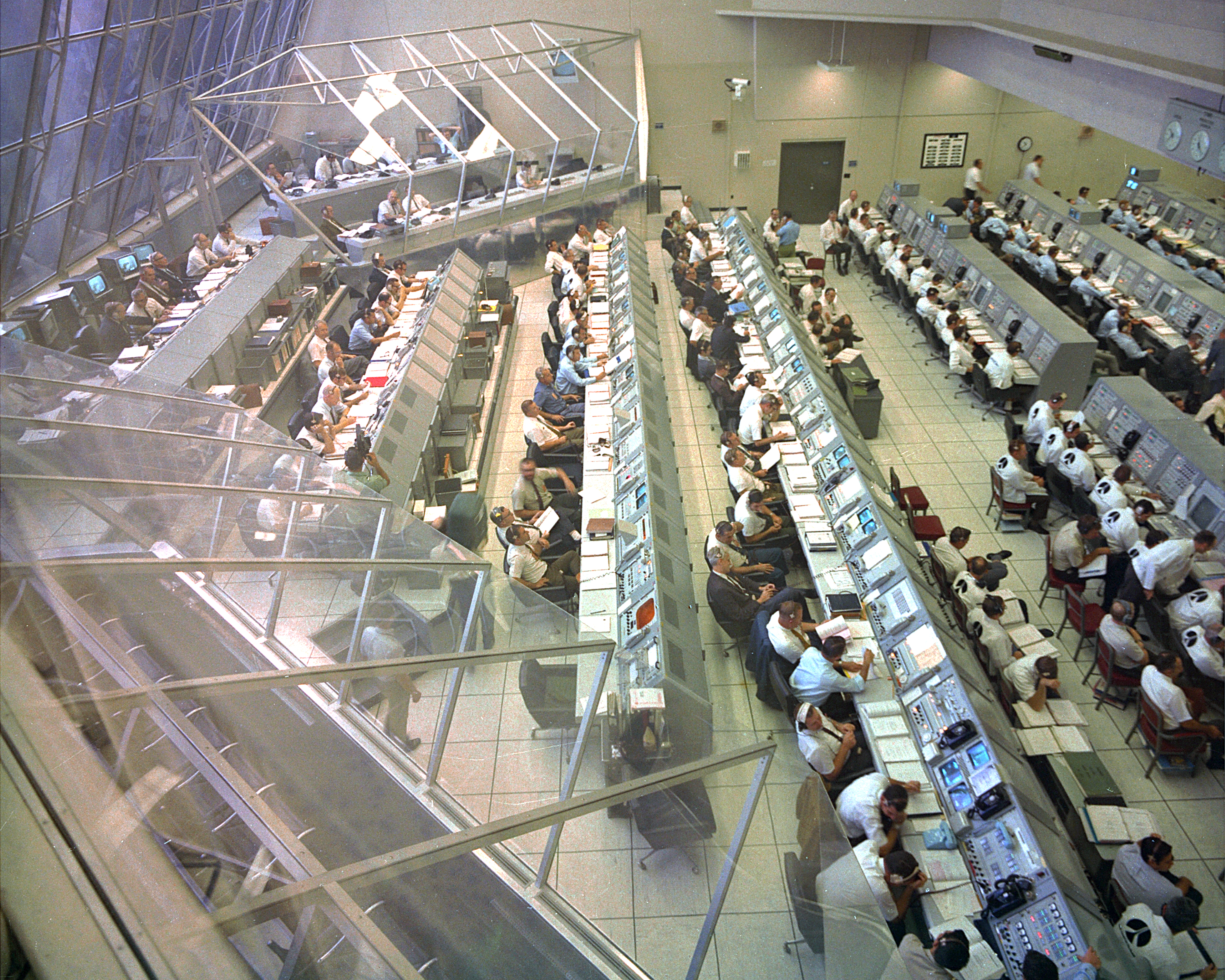
Chambre de tir n°2 durant la mission Apollo 12 en novembre 1969.

Le Launch Control Center (LCC), qui pourrait se traduire par « Centre de contrôle de décollage » est un bâtiment situé au Centre spatial Kennedy qui est utilisé pour la surveillance des décollages du complexe de lancement 39. En pratique, cela signifie que le LCC traite tous les vols en partance du Centre spatial Kennedy, notamment sur lesquels il y a des astronautes, comme ceux de la navette spatiale américaine.
Lié au sud-est du Vehicle Assembly Building, le LCC contient des bureaux de télémétrie, du matériel de suivi, le Launch Processing System et quatre chambres de tir.